# ケプラー438
ケプラー438（英語: Kepler-438）は、地球から470光年離れたこと座の方向にある恒星である。2015年にケプラー宇宙望遠鏡の観測により、地球に最もよく似た太陽系外惑星、ケプラー438bが発見された。

## 恒星
| 太陽 | ケプラー438 |
| ---- | ----------- |
| 太陽 | Exoplanet   |

ケプラー438は質量、半径共に太陽の半分しかない、スペクトル型がK型の主系列星であるとされている。表面温度は3748K（3475℃）と太陽（5778K）と比べて、非常に冷たい。ケプラー438は誕生から37～52億年が経過している考えられている。これだけ長い時間があれば、惑星ケプラー438bに生命が存在する可能性がある。ケプラー438のハビタブルゾーン(液体の水が存在できる領域)は、ケプラー438から0.159～0.407AU離れた位置にある。

## 惑星系
惑星ケプラー438bは、地球の1.12倍という極めて地球に近い半径を持つ。ケプラー438bは前述のケプラー438のハビタブルゾーンの内側の縁付近を公転しているため、表面に液体の水や生命が存在する可能性が高いとされている。
| 名称 （恒星に近い順） | 質量 | 軌道長半径 （天文単位） | 公転周期 (日)             | 軌道離心率       | 軌道傾斜角        | 半径               |
| --------------------- | ---- | ----------------------- | ------------------------- | ---------------- | ----------------- | ------------------ |
| b                     | —    | 0.166+0.051 −0.042      | 35.23319+0.00025 −0.00029 | >0.03+0.10 −0.03 | 89.86+0.14 −0.32° | 1.12+0.16 −0.17 R⊕ |